# Así se hizo la Tierra
How the Earth Was Made (titulada: Así se hizo la Tierra en España y La historia de la Tierra en Hispanoamérica) es una serie documental estadounidense para televisión producida por Pioneer Productions para History Channel. Comenzó como un especial de dos horas, explorando la historia geológica de la Tierra, que se transmitido el 16 de diciembre de 2007. Centrándose en diferentes geológicas características de la Tierra, la serie se estrenó el 10 de febrero de 2009, y la primera temporada de 13 episodios concluyó el 5 de mayo de 2009. La segunda temporada se estrenó el 24 de noviembre de 2009, y concluyó el 2 de marzo de 2010.

## Información general
How the Earth Was Made estrenó un documental especial de 90 minutos, narrada por Edward Herrmann, que se emitió en The History Channel el 16 de diciembre de 2007, y se centró en la historia geológica de la Tierra. The History Channel estrenó la película documental original de la Región 1 de DVD a través de Warner Home Video el 15 de abril de 2008 y al Blu-ray a través de un video de A&E Home Video el 26 de mayo de 2009.
La serie de televisión se estrenó el 10 de febrero de 2009. Cada episodio de 45 minutos se centra en diferentes geológicas características y los procesos de la Tierra. La primera temporada, que abarca 13 episodios, concluyó el 5 de mayo de 2009. La segunda temporada se estrenó el 24 de noviembre de 2009. La primera temporada de la serie de televisión fue lanzado como cuatro volúmenes de la Región 1 caja de DVD de 25 de agosto de 2009. La segunda temporada fue programado para ser lanzado el 29 de junio de 2010. La Región 4, en cuatro volúmenes DVD de la primera temporada fue lanzado por la cadena ABC DVD en el 1 de agosto de 2010  y la segunda temporada fue puesto en libertad el 1 de noviembre de 2010.

## Recepción
El editor del especial, Huw Jenkins (aunque acreditado como Huw Jenkins), fue galardonado con una noticia de 2008 y Documental Premio Emmy por Mejor Logro Individual en una embarcación: Edición, en un triple empate.
En su primera temporada, la serie de televisión tuvo un promedio de 1,4 millones de espectadores.

## Transmisión International
En Australia, el piloto, junto con las temporadas fueron, todas las transmisiones de televisión de pago a través de la history. Por libre-a-aire de espectadores, la primera temporada también fue presentada en ABC1 todos los jueves a las 11 horas del 22 de julio de 2010.

## Episodios
| Temporada | Temporada | Episodios | Inicio de temporada     | Final de temporada      | Lanzamiento en DVD   | Lanzamiento en Blu-ray |
| --------- | --------- | --------- | ----------------------- | ----------------------- | -------------------- | ---------------------- |
|           | Piloto    | 1         | 16 de diciembre de 2007 | 16 de diciembre de 2007 | 20 de abril de 2008  | 26 de mayo de 2009     |
|           | 1         | 13        | 10 de febrero de 2009   | 5 de mayo de 2009       | 25 de agosto de 2009 | 26 de octubre de 2010  |
|           | 2         | 13        | 24 de noviembre de 2009 | 2 de marzo de 2010      | 29 de junio de 2010  | 22 de febrero de 2011  |

### Lista de episodios
Anexo:Episodios de Así se hizo la Tierra